# Acetil-klorid
Az acetil-klorid szerves vegyület, a legjelentősebb karbonsavklorid. Színtelen, levegőn erősen füstölgő folyadék. Víz hatására gyorsan bomlik, de feloldódik acetonban, dietil-éterben és benzolban. Az acetil-kloridot szerves kémiai szintéziseknél alkalmazzák (acetilezésre, azaz acetilcsoport bevitelére).

## Kémiai tulajdonságai
Az acetil-klorid reakcióképes vegyület. Víz hatására nagyon könnyen bomlik, a bomlása még a levegő nedvessége hatására is végbemegy. A reakció során ecetsav és sósav keletkezik. Az alkoholok acetil-klorid hatására ecetsavészterré alakulnak. Az acetil-klorid reakcióba lép ammóniával, illetve primer és szekunder aminokkal is, ekkor amidok keletkeznek.

## Előállítása
Az acetil-klorid az egyik eljárás szerint nátrium-acetátból állítható elő klórral és kén-dioxiddal. Acetil-klorid képződik ecetsavból savkloridok hatására.

## Felhasználása
Az acetil-kloridot acetilezésre, acetilcsoport bevitelére használják a szerves kémiai szintézisekben. Felhasználják gyógyszerek (például acetilszalicilsav) gyártására. Ecetsav-anhidrid is előállítható nátrium-acetátból, illetve acetil-kloridból.

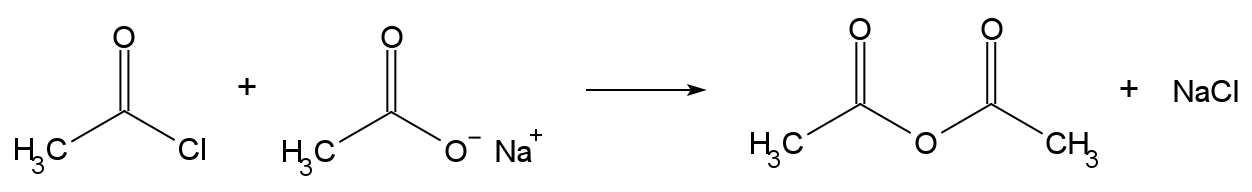
Az ecetsav-anhidrid előállítása acetil-kloridból és nátrium-acetátból